# فرنسيس هورتا
فرنسيس هورتا (بالفرنسية: Fanny Horta)‏ هي لاعبة سباعيات رغبي ‏ فرنسية، ولدت في 22 يناير 1986 في بيربينيا في فرنسا.

## وصلات خارجية
- فرنسيس هورتا على موقع سلسلة سباعيات الرغبي العالمية للسيدات (الإنجليزية)
- فرنسيس هورتا على موقع اللجنة الأولمبية الدولية (الإنجليزية)
- فرنسيس هورتا على موقع أوليمبيديا (الإنجليزية)
- فرنسيس هورتا على موقع اللجنة الأولمبية الفرنسية (مؤرشف) (الفرنسية)